# Escola de Engenharia de Lorena da Universidade de São Paulo
A Escola de Engenharia de Lorena (EEL-USP ou EEL), é uma unidade de ensino, pesquisa e extensão da Universidade de São Paulo (USP) localizada na cidade de Lorena, na região paulista do Vale do Paraíba.
A EEL-USP surgiu da incorporação da Faculdade de Engenharia Quimíca de Lorena (Faenquil), pela Universidade de São Paulo, em 29 de maio de 2006.
A unidade é conhecida pelos avanços de pesquisas estratégicas para o desenvolvimento nacional buscando novos produtos e processos que impulsionem o progresso científico e tecnológico do país nas áreas de Biotecnologia Industrial, Metais Refratários, Engenharia Química e Química Fina.
Os exemplos históricos da unidade na pesquisa são do Programa Pro-Álcool e o Projeto Nióbio, a qual a unidade foi vanguardista no desenvolvimento da produção de etanol via cana de açúcar e na valorização do nióbio com um menor custo para a indústria nacional e competitivo internacionalmente.
A EEL-USP oferece cursos de médio técnico, graduação e pós-graduação.

## Histórico Cronológico
2011 - Novos Cursos de Graduação e mudança de nome de curso
Curso de Engenharia Ambiental, Engenharia Física e Engenharia de Produção.
O curso de graduação de Engenharia Industrial Química muda de nome, agora passa a ser Engenharia Química noturno.
2006 - Extinta Faenquil passa a constituir Escola de Engenharia de Lorena (EEL). - Resolução USP-5.341, de 21 de junho de 2006 -DOE -23 de junho de 2006.
O estado com DECRETO Nº 50.839, DE 29 DE MAIO DE 2006 - Regulamenta a Lei nº 11.814, de 23 de dezembro de 2004, que autoriza o Poder Executivo extinguir a Faculdade de Engenharia Química de Lorena - Faenquil, e transfere suas atividades para Universidade de São Paulo -USP.
2004 - DECRETO Nº 50.839, de 29 de maio de 2006/
Regulamenta a Lei nº 11.814, de 23 de dezembro de 2004, que autoriza o Poder Executivo a extinguir a Faculdade de Engenharia Química de Lorena - Faenquil, e dá providências correlatas
LEI Nº 11.814, de 23 de dezembro de 2004/ Publicação: Diário OficialVolume 114 - Número 242 Autoriza o Poder Executivo a extinguir a Faculdade de Engenharia Química de Lorena - Faenquil, e dá outras providências correlatas
Decreto Nº 48.797, de 16 de julho de 2004
Aprova as Alterações a serem introduzidas no regimento da Faculdade de Engenharia Química de Lorena
2003 - Reconhecimento dos Cursos de Graduação
Reconhecimento por três anos do Curso de Engenharia de Materiais pelo parecer CEE nº 409/2003 - homologado pela Portaria CEE GP de 1 de dezembro de 2003, Portaria 336/03, publicado no Diário Oficial de 2 de dezembro de 2003 - Seção I - pág. 15.
Reconhecimento por três anos do Curso de Engenharia Bioquímica pelo Parecer CEE nº 410/2003, homologado pela Portaria CEE GP de 1 de dezembro de 2003, Portaria 339/03, publicado no Diário Oficial de 1 de dezembro de 2003, Seção I, pág. 15.
2001 -Decreto Nº 46.338, de 3 de dezembro de 2001
Aprova o Regimento da Autarquia Especial Faculdade de Engenharia Química de Lorena - Faenquil
2000 - Início Doutorado em Biotecnologia Industrial
Aprovação pela CAPES em dezembro de 2000 do Curso de Doutorado em Biotecnologia Industrial. Em 2001 início das aulas regulares do Curso de Doutorado.
1998 - Novos Cursos de Graduação
Curso de Engenharia de Materiais (Autorizado a funcionar pelo Parecer 463/98 - DOU 28 de agosto de 1998) e Curso de Engenharia Bioquímica (Autorizado a funcionar pelo Parecer 464/98 - DOU 28 de agosto de 1998).
1998 - Decreto Nº 42.657, de 19 de dezembro de 199719/12/1997 Publicação: Diário Oficial v.107, n.245, 20 de dezembro de 1997
Aprova as alterações a serem introduzidas no Estatuto da Faculdade de Engenharia Química de Lorena - Faenquil
1996 - Especialização em Matemática
O curso de Pós-Graduação em Matemática "Lato-Sensu" foi aprovado pelo Conselho Estadual de Educação conforme D.O. de 20.04.96, Parecer 162/96 da Câmara do Ensino do 3º grau. De acordo com a Deliberação CEE 10/95 (artigo 2º, II) este Curso de especialização habilita professor a ser aprovado pelo CEE para o Magistério em cursos de graduação.
Decreto Nº 41.390, de 3 de dezembro de 199603/12/1996 Publicação: Diário Oficial v.106, n.232, 4 de dezembro de 1996
Aprova as alterações a serem introduzidas no Estatuto da Faculdade de Engenharia Química de Lorena - Faenquil
1995 - Aprovação Regimento da CGR
Aprovação do Regimento Interno da Congregação da Faenquil através RESOLUÇÃO N.º 005/95-CGR, de 25 de maio de 1995..
- Nova Estrutura
Os Centros passam a denominar-se Departamentos, ficando assim constituído: Departamento Básico, Departamento de Biotecnologia, Departamento de Engenharia de Materiais e Departamento de Engenharia Química.
- Reconhecimento do Colégio Técnico
Autorização de funcionamento do COTEL, pelo Parecer CEE n.657/95 DOE 2 de novembro de 1995.
1994 - Início das aulas do Curso de Pós-graduação "Lato sensu" em Engenharia da Qualidade
O curso de especialização em engenharia da qualidade iniciou-se em 1994, destinado a fornecer subsídios técnicos aos Gerentes da Qualidade, Produção, Desenvolvimento, para uma melhor tomada de decisão.
- Início das aulas do Programa de pós em Biotecnologia
Início das aulas regulares do Programa de Pós-Graduação em Biotecnologia Industrial - Curso de Mestrado.
Decreto Nº 39.702, de 16 de dezembro de 1994 16 de dezembro de 1994 Publicação: Diário Oficial v.104, n.234, 17 de dezembro de 1994
Aprova o Estatuto da Faculdade de Engenharia Química de Lorena-Faenquil
1993 - Início das aulas do Colégio Técnico
Início de aulas regulares do Colégio Técnico de Lorena, COTEL
-Foi recomendado pela CAPES o Programa de Pós-Graduação em Biotecnologia Industrial com o curso de mestrado.
Decreto Nº 36.674, de 22 de abril de 199322/04/1993 Publicação: Diário Oficial v.103, n.74, 23 de abril de 1993
Altera a redação do artigo 4º do Decreto nº 33.873, de 27 de setembro de 1991
1992 - Constituição da 1ª CEPE
Constituir o Conselho de Ensino, Pesquisa e Extensão - (CEPE), para assessorar a Direção da Faenquil, nas suas decisões, até a aprovação e implantação do Estatuto da Instituição, através de PORTARIA N.º 008/92-DGE.
- Constituição das unidades da Faenquil
Através da Portaria N.º 051/92-DGE de 9 de outubro de 1992, os Centros de Ensino e Pesquisa da Faenquil são constituídos de unidades que são as seguintes: Centro Básico: Unidade de Matemática,.2 - Unidade de Química, Unidade de Ciências Humanas, Unidade de Ciências Aplicadas;Centro de Engenharia Química: Unidade de Química Fina, Unidade de Reatores, Unidade de Energia, Unidade de Processos Orgânicos e inorgânicos; Centro de Biotecnologia: Unidade de Biorreatores e Plantas Piloto, Unidade de Processos Fermentativos, Unidade de Química de Lignocelulósicos, Unidade de Bioquímica e Genética; Centro de Engenharia de Materiais: Unidade de Análise e Caracterização, Unidade de Supercondutividade Aplicada e Engenharia Criogênica, Unidade de Processos Metalúrgicos, Unidade de Projetos e Tecnologia.
A Diretoria da Autarquia é constituída de duas unidade de apoio às suas atividades que são as seguintes: Divisão de Administração, Divisão de Ensino.
1991 - Incorporação e Transformação para uma Autarquia do Estado de São Paulo
A Faenquil foi incorporada ao Sistema Estadual de Ensino Superior do Estado de São Paulo sob a forma de Autarquia de Regime Especial, através da Lei 7392/91 regulamentada pelo Decreto 33.873/91.
Fundação de Tecnologia Industrial é extinta. E a Instituição passa a denominar-se Faculdade de Engenharia Química de Lorena com a seguinte estruturação:
-Centro Básico
-Centro de Engenharia Química
-Centro de Biotecnologia
-Centro de Engenharia de Materiais
-Colégio Técnico de Lorena
-Administração Geral.
Decreto Nº 33.873, de 27 de setembro de 199127/09/1991 Publicação: Diário Oficial v.101, n.185, 1 de outubro de 1991
Dispõe sobre a incorporação da Faculdade de Engenharia Química de Lorena - Faenquil, ao Sistema Estadual de Ensino Superior como autarquia de regime especial
Lei Nº 7.392, de 7 de julho de 199107/07/1991 Veja a ementa Publicação: Diário Oficial v.101, n.126, 9 de julho de 1991
Autoriza o Poder Executivo a incorporar a Faculdade de Engenharia Química de Lorena - Faenquil, ao Sistema Estadual de Ensino Superior.
1990 - Crise Econômica
-Os convênios com os órgãos de financiamento (FUNAT, MIC, MCT, FINEP, FIPEC, CNPq, etc) rendiam à FTI os recursos necessários à manutenção das suas unidades. A partir de 01.01.90 os convênios não puderam ser renovados, por determinação do Tribunal de Contas da União. Assim inviabilizava totalmente o prosseguimento das atividades de ensino e pesquisa.
-Collor de Mello, assumindo a Presidência, lança novas medidas da política econômica que inviabilizaram definitivamente as atividades de desenvolvimento tecnológico da FTI.
1988 - Implantação do Programa de Pós-Graduação de Engenharia. de Materiais
Implantação do Programa de Pós-Graduação em Engenharia de Materiais, coordenado pelo Centro de Materiais Refratários, CEMAR, (atual DEMAR) em nível de mestrado e doutorado.
1987 - Inauguração do Centro de Biotecnologia e Química
Em agosto, inauguração oficial do CENTRO DE BIOTECNOLOGIA E QUÌMICA pelo Exmo. Ministro da Ciência e Tecnologia, Dr. Renato Archer.
- Descentralização administrativa da FTI, dessa forma as unidades anteriormente denominadas Divisões passaram a ser chamadas de Centros:
- Divisão de Biotecnologia e Química - DBIQ passou a ser Centro de Biotecnologia e Química - CEBIQ (sediado em Lorena,SP)
- Divisão de Materiais Refratários - DMAR passou a ser - Centro de Refratários (sediado em Lorena,SP)
- Faculdade de Engenharia Química de Lorena (sediado em Lorena,SP)
- Centro de Energia Tropical - CETROP (sediado em Belo Horizonte)
- Centro de Estudos Técnico-Econômico - CENET (sediado no Rio de Janeiro).
1983 - Integração ao Ministério da Indústria e Comércio
A FTI se integra ao SISTEMA DE TECNOLOGIA INDUSTRIAL do Ministério da Industria e Comércio, MIC. Definição das áreas de atuação como: Biotecnologia, Fármacos, Química Fina e Materiais Refratários.
Início da transferência da ÁREA DE BIOTECNOLOGIA do Rio de Janeiro para Lorena, envolvendo recursos humanos e equipamentos. A área de Pesquisa foi instalada provisoriamente em laboratórios na sede da Av. Capitão Messias Ribeiro.
1982 - Reconhecimento do curso de Engenharia Química Industrial
Curso de Engenharia Industrial Química, período noturno, reconhecido pelo Parecer 352/82, DOU 1 de setembro de 1982. Parecer nº 419 do Conselho Federal de Educação, aprovado em 6 de agosto de 1982.
1981 - Programa Nacional do Álcool
Participação da FTI no Programa Nacional do Álcool, com o desenvolvimento de projetos e proporcionando recursos humanos especializados através dos " Cursos de Especialização de Operação e Gerência de Produção em usinas Alcooleiras".
1980 - Criação do Departamento de Biotecnologia
Criação do DEPARTAMENTO DE BIOTECNOLOGIA da FTI no Rio de Janeiro no prédio do INT - Instituto Nacional de Tecnologia e do DEPARTAMENTO DE DESENVOLVIMENTO EXPERIMENTAL em Lorena para suporte às atividades de P&D realizadas.
- Criação do Curso de Engenharia Química
Extinto " Curso Superior de Tecnologia em Análises Químicas" com remanejamento de suas vagas para o curso de "Engenharia Industrial Química" e "Engenharia Química" que continuam até a presente data. Parecer nº 1.245 do Conselho Federal de Educação, aprovada em 7 de novembro de 1980.
1979 - Mundança para o atual prédio no Campus I
Transferência da Faenquil para o complexo, atual Campus I. Continuam algumas atividades no Prédio da Capitão Messias Ribeiro.
De 1978 a 1979, foi implantada a USINA PILOTO com capacidade de produção de 5.000l/dia de etanol de cana-de-acúcar no Campus de Desenvolvimento Experimental da Fundação de Tecnologia Industrial em Lorena (atual Campus I). Esta usina foi a primeira Unidade Piloto no Brasil para desenvolvimento da tecnologia de álcool a nível industrial como combustível alternativo.
1978 - Projeto Nióbio
Também em 1978 uma equipe técnica oriunda da UNICAMP implantou na FTI o Projeto Nióbio, com o apoio da STI/MIC, diversas empresas e da própria UNICAMP. Inicialmente ficou instalado nas dependências da FTI na Av. Capitão Messias Ribeiro, Lorena, SP.
O Grupo Peixoto de Castro doou à Prefeitura uma área no Polo Urbo Industrial, em Lorena, SP, onde foi cedida uma Gleba de 117.000 m² para instalação do Projeto Nióbio, atualmente Campus II.
- Fundação de Tecnologia Industrial - 1ºUsina Piloto de Álcool do Brasil
O então Ministério da Indústria e Comércio assumiu o controle da fundação mantenedora da Faculdade, que passou a denominar-se Fundação de Tecnologia Industrial (FTI), ficando subordinada à coordenação da Secretaria de Tecnologia Industrial (STI/MIC). Continuando a FTI como entidade mantenedora Faenquil.
Portaria Ministerial, n.73 de 7 de abril de 1978 - Homologação do novo estatuto da Instituição mantenedora mudando a denominação de Fundação Centro Vale de Ensino e Pesquisa Química Industrial para Fundação de Tecnologia Industrial - foro na Capital Federal, ficando a partir de então sob supervisão do Ministério da Indústria e Comércio.
1977 - Primeiras aulas
Início das primeiras aulas no complexo, atualmente Campus I.O Curso de Engenharia de Operação, de 3 anos é transformado no Curso de Engenharia Industrial Modalidade Química, de 5 anos de duração, Parecer n.31866/77 do CFE. Curso de Engenharia Química, parecer nº 3.186 do Conselho Federal de Educação em 11/1//1977 e reconhecido pelo Decreto n. 79.066/76 - DOU 3 de janeiro de 1977.
1976 - Reconhecida pelo CFE
Reconhecimento dos Cursos: Engenharia Química, Engenharia de Operação, Modalidade Química e Formação de Tecnólogos Químicos, Modalidade, Análise Química Industrial. Parecer nº 3.775 do Conselho Federal de Educação, aprovado em 10 de novembro de 1976. (DOU 192/nov/1976 - pág.257).
- Reconhecimento da Faenquil
A Faenquil foi reconhecida pelo Decreto Lei n. 79.066 de 30 de dezembro de 1976, homologando o parecer n.37.775/76 do CFE. (publicado D. O. U. em 3 de janeiro de 1977).
1972 - Construção dos Pilotos Industriais
O Conselho Estadual de Tecnologia do Governo do Estado de São Paulo doa verba para início da construção dos pilotos industriais, atual Campus I.
1971 - Surge a Faenquil
Devido à expansão de suas atividades, a autarquia, em 1971, foi transformada na Fundação Centro Vale de Ensino e Pesquisa em Química Industrial. Recebe todo o patrimônio e acervo da FAMENQUIL. A partir de então, a FAMENQUIL passou a ser chamada de Faculdade de Engenharia Química de Lorena, Faenquil.
1970 - Autorização para funcionamento I
A Faenquil foi autorizada a funcionar pelo Conselho Federal de Educação, através do Parecer n. 137 e do Decreto Lei n.66.986 do Presidente da República em 31 de julho de 1970.
- Primeiros Cursos.
A FAMENQUIL, fica autorizada a funcionar pelo Conselho Estadual de Educação - CEE, através de Parecer n.137/79 e do decreto Lei. N. 66.986 do Presidente da República em 31 de julho de 1970. A FAMENQUIL iniciou suas atividades em 3 cursos: -Curso Superior de Tecnologia em Análise Química - Curso Engenharia Química - Curso de Engenharia de Operação
1969- Nasce a FAMENQUIL.
Através da Lei Municipal n° 687, de 29.04.69, a Prefeitura de Lorena criou a Faculdade Municipal de Engenharia Química, FAMENQUIL, sob a forma de autarquia. A FAMENQUIL nasceu dos esforços de um grupo de engenheiros da Fábrica Presidente Vargas, de Piquete, SP, liderados pelo Major Eng. Químico do Exército Luiz Sylvio Teixeira Leite.